# Liswarta
Die Liswarta (deutsch Lisswarthe) ist ein linker Nebenfluss der Warthe im Süden Polens in der Woiwodschaft Schlesien. Das Einzugsgebiet umfasst 1558 Quadratkilometer. Die wichtigsten Nebenflüsse sind Biała Oksza und Czarna Oksza.

## Verlauf
Sie entspringt bei Mzyki, Gmina Woźniki, Powiat Lubliniecki. Die erste größere Ortschaft am Fluss ist das schlesische Boronów. Die ersten 30 Kilometer fließt sie nordwestlich durch einen Waldkomplex, der von einem Landschaftsschutzpark Lasy nad Górną Liswartą (Wälder an den oberen Liswarta) umfasst wurde, wo bei Łebki die Grenze mit dem Powiat Kłobucki sich mit dem Fluss deckt. Hinter dem Wald biegt sie in die nördliche Richtung und verfolgt flussabwärts etwa 8 km die Grenze mit der Woiwodschaft Oppeln. Zwischen Starokrzepice und Krzepice, der einzigen Kleinstadt am Fluss, fließt Liswarta nordöstlich. In der letzten einigen Kilometer biegt sie scharf nach Westen, wo sie die Grenze der Woiwodschaften Schlesien und Łódź ist. Sie mündet nach 93 km langem nordwärts gehendem Lauf in die Warthe bei Kule, Gmina Popów, Powiat Kłobucki.

## Geschichte
1262 wurde der Fluss als Hystvarta bzw. Istwarta erstmals urkundlich erwähnt, als die Grenze zwischen den Bistümern Gnesen und Krakau.
Im oberen Verlauf westlich von Herby bis Starokrzepice war Liswarta für ungefähr 22 Kilometer die historische Grenze zwischen Schlesien und Kleinpolen bzw. den Bistümern Breslau und Krakau, in der Zwischenkriegszeit entlang kürzerer Länge zwischen der Zweiten Polnischen Republik und dem NS-Staat, heute noch kürzer zwischen den Powiaten Lubliniecki und Kłobucki. Im niederen Verlauf (über 30 Kilometer) flussabwärts von Krzepice dagegen zwischen Großpolen und Kleinpolen. In der Umgebung von Krzepice deckten sich diese Grenzen nicht: um das Jahr 1600 war Starokrzepice (Alt-Krzepice) der südlichste Ort des Weluner Landes am linken Ufer und der Staatsgrenze zum Königreich Böhmen, aber gehörte zum schlesischen Bistum Breslau, dagegen unterstand die Stadt Krzepice am rechten Ufer administrativ dem Kreis Lelów, kirchlich dagegen dem Erzbistum Gnesen.